# Kirguistán en los Juegos Olímpicos de Pyeongchang 2018
Kirguistán estuvo representado en los Juegos Olímpicos de Pyeongchang 2018 por dos deportistas masculinos que compitieron en dos deportes.
El portador de la bandera en la ceremonia de apertura fue el esquiador de fondo Tariel Zharkymbaev. El equipo olímpico kirguís no obtuvo ninguna medalla en estos Juegos.